# فرودگاه یوهان پینار
فرودگاه یوهان پینار (به انگلیسی: Johan Pienaar Airport) یک فرودگاه همگانی با کد یاتا KMH است که یک باند فرود آسفالت دارد و طول باند آن ۱۷۰۰ متر است. این فرودگاه در کشور آفریقای جنوبی قرار دارد و در ارتفاع ۱۳۳۶ متری از سطح دریا واقع شده‌است.